# De dimhöljda bergens gorillor
De dimhöljda bergens gorillor (originaltitel: Gorillas in the Mist) är en amerikansk dramafilm från 1988, i regi av Michael Apted. Filmen handlar om den amerikanska zoologen Dian Fossey och hennes arbete bland gorillor i Rwanda.

## Handling
Barnsköterskan Dian Fossey anställs i slutet av 1960-talet av Louis Leakey för att räkna bergsgorillor i Virungabergen i östligaste Zaire. Men hon blir utkastad på grund av inbördeskriget. Därefter etablerar hon sig istället på Rwandas sida av gränsen, vid bergen Karisimbi och Bisoke. Där får hon kämpa mot både turister och jägare för att gorillorna ska få leva ifred. 

## Om filmen
I huvudrollen ses Sigourney Weaver som belönades med en Oscarsnominering för bästa kvinnliga huvudroll. Filmmusiken komponerades av Maurice Jarre.

## Rollista i urval
- Sigourney Weaver - Dian Fossey
- Bryan Brown - Bob Campbell
- Julie Harris - Roz Carr
- John Omirah Miluwi - Sembagare
- Iain Cuthbertson - Dr. Louis Leakey
- Constantin Alexandrov - Van Vecten
- Waigwa Wachira - Mukara
- Iain Glen - Brendan
- David Lansbury - Larry
- Maggie O'Neill - Kim
- Konga Mbandu - Rushemba
- Michael J. Reynolds - Howard Dowd
- Gordon Masten - fotografen
- Peter Nduati - Batwa chief
- Helen Fraser - Mme. Van Vecten
- David Maddock - sig själv

## Musik i filmen (i urval)
- "September in the Rain", skriven av Harry Warren & Al Dubin, sjungs av Peggy Lee
- "It's a Good Day", skriven av Peggy Lee & Dave Barbour, sjungs av Peggy Lee
- "Sugar", skriven av Maceo Pinkard, Sidney D. Mitchell & Edna Alexander, sjungs av Peggy Lee